# Carl Erik Martin Soya
Carl Erik Martin Soya (Copenaghen, 30 ottobre 1896 – Rudkøbing, 10 novembre 1983) è stato uno scrittore e drammaturgo danese.
Soya è considerato una delle figure più rappresentative delle scene contemporanee in Danimarca. I suoi lavori, da un iniziale e più generico svolgimento naturalista, rivelano in seguito un attento studio di ambiente e di introspezione psicologica.
Tra le sue numerose opere, è da ricordare soprattutto la tetralogia Moscacieca. Nei tre drammi e una farsa in cui essa si articola (Frammenti d'un disegno, del 1940; Due fili, del 1943; Trent'anni di proroga, del 1944 e Libera scelta del 1948), il tema centrale è costituito dal problema del destino in rapporto con il libero arbitrio, tema che Soya svolge con notevole abilità di linguaggio e seguendo una linea sincera di moralismo.
Della sua produzione narrativa l'opera più significativa è il romanzo autobiografico La casa di mia nonna, del 1943 efficacissima rappresentazione della vita in una casa della piccola borghesia; inoltre sono da ricordare, oltre l'autobiografico Diciassette anni, del 1954, i volumi Dedicato a Boccaccio, del 1959 e Dedicato a Dio, del 1966.

## Opere
- Kvinderne i Persien og andre Æventyr (fiabe), del 1923
- Parasitterne (dramma), del 1929
- Ganske almindelige mennesker (novelle), del 1930
- Jeg kunne nemt ta' 100 Kroner (novella), del 1931
- Hvem er jeg? eller Naar Fanden gi'r et Tilbud (dramma), del 1932
- Umbabumba skifter forfatning (dramma), del 1933
- Den leende Jomfru (dramma), del 1934
- Lord Nelson lægger Figenbladet eller En Nat i et Vokskabinet (dramma), del 1934
- Fristelsen (dramma), del 1935
- Handlingen foregår i Danmark (novelle), del 1936
- Avner for Vinden (dramma), del 1937
- Maalet, Troen og Synspunktet. Det nye Spil om Enhver (dramma), del 1938
- Min høje Hat (dramma), del 1939
- Brudstykker af et Mønster (dramma; trasposto in film col titolo Il soldato Jenny), del 1940
- Smaa venlige Smaafisk (novelle), del 1940
- En Gæst (romanzo), del 1941
- Min farmors hus - La casa di mia nonna, (romanzo), del 1943
- To Traade (dramma), del 1943
- 30 Aars Henstand - Trent'anni di proroga, (dramma), del 1944
- 33 Kunstnerportrætter, del 1945
- Indfald og udfald (aforismi), del 1945
- Efter (dramma), del 1947
- Frit Valg - Libera scelta, (dramma), del 1948
- Hjerte og smerte (poesie), del 1949
- Løve med korset (dramma), del 1950
- Tanker om kvinder, kærlighed og det (aforismi), del 1953
- Sytten I-III (romanzo), del 1953
- Blodrødt og blegrødt (novelle), del 1955
- Lommeuld. 344 indfald og udfald (aforismi), del 1955
- I den lyse nat (dramma), del 1956
- Petersen i Dødsriget (dramma), del 1957
- Vilhelms bibel. 586 indfald og udfald (aforismi), del 1957
- Tilegnet Boccaccio. Syv pornografiske fortællinger - Dedicato a Boccaccio, del 1958
- De sidste. 661 indfald og udfald (aforismi), del 1960
- Platinkorn eller De allersidste. 339 indfald og udfald (aforismi), del 1963
- En tilskuer i Spanien. Fire breve fra Ibiza, del 1963
- Familien Danmark (dramma), del 1964
- Vraggods (dramma), del 1965
- Tilegnet Gud. Syv brutale fortællinger  - Dedicato a Dio, del 1966
- Afdøde Jonsen (commedia), del 1966
- Bare en tagsten (commedia), del 1966
- Brevet. Et levnedsløb fortalt for TV i fem afdelinger, del 1966
- Lutter øre (dramma), 1968
- Familien Kristensen (dramma), del 1970
- Potteskår (memorie), del 1970
- Åndværkeren (memorie), del 1972
- Ærlighed koster mest (memorie), del 1975